# 北村隆
北村 隆（きたむら たかし、1902年（明治35年）4月19日 - 1982年（昭和57年）8月4日）は、日本の内務・防衛官僚。
岡山県和気郡三石村字三石（現：備前市）に、父北村貫皐、母古美津の長男として誕生。本籍地は岡山県邑久郡太伯村乙子（現：瀬戸内市）。
戦前は内務省警保局の官僚として特高警察や、警保局経済保安課課長、兵庫県警察部長を務めた。戦後はいわゆる「逆コース」に乗って復帰し、保安庁保安研修所、内閣国防会議事務局長などを歴任、叙勲された。

## 学歴
- 1915年3月、三石小学校尋常科卒業。
- 1920年3月、岡山県立岡山中学校（現・岡山県立岡山朝日高等学校）卒業。
- 1924年3月、第一高等学校卒業。
- 1928年3月、東京帝国大学英法科卒業。
- 1927年11月、高等文官試験行政科合格。

## 職歴
- 1928年4月、広島県属（見習い）。
- 1932年1月、青森県警察部特高課長。
- 1934年4月、群馬県警察部特高課長。
- 1935年1月、内務省警保局警視庁労働課長。
- 1937年7月、内務省警保局事務官（警務官）。
- 1939年1月、厚生省労働局労政課長。
- 1941年9月、静岡県経済部長。
- 1941年10月、内務省警保局書記官・警備課長。
- 1942年7月、内務省警保局書記官・経済保安課長。

同職は統制経済に入り、経済事犯が増加したために設けられた。
- 1944年8月、兵庫県警察部長。

敗戦が無ければ官選県知事に進むことができる出世コースだった。
- 1946年5月、依願退官。 公職追放とも言われる
- 1952年12月、保安研修所（現防衛研究所）所長。
- 1957年8月、依願退官。
- 1960年12月、内閣国防会議事務局長。
- 1963年～1966年、欧米及東南アジア諸国へ3度海外出張。
- 1967年7月、依願退官。
- 1967年12月、国民金融公庫監事。
- 1972年4月29日、勲二等瑞宝章。
- 1973年11月、国民金融公庫監事退任。
- 墓所は多磨霊園。